# Villa Giulia (San Giorgio a Cremano)
Villa Giulia è una villa del Settecento situata sul cosiddetto Miglio d'Oro di Napoli. È ubicata a San Giorgio a Cremano in via Cavalli di Bronzo.

## Storia
Le notizie relative alla sua proprietà originaria sono molto frammentarie.
Secondo alcuni, come il Gleijeses, inizialmente la villa faceva parte del complesso monumentale di Villa Vannucchi e apparteneva dunque alla medesima famiglia nobiliare.
L'edificio conserva tuttora la pianta ad "L" e l'antica scala settecentesca di pregevole fattura.
Ampio il giardino che, come testimonia il Pane, ospitava al centro un pergolato in fondo al quale verso la metà dell'Ottocento fu collocata una statua neoclassica.